# Németország legmagasabb hegyeinek listája

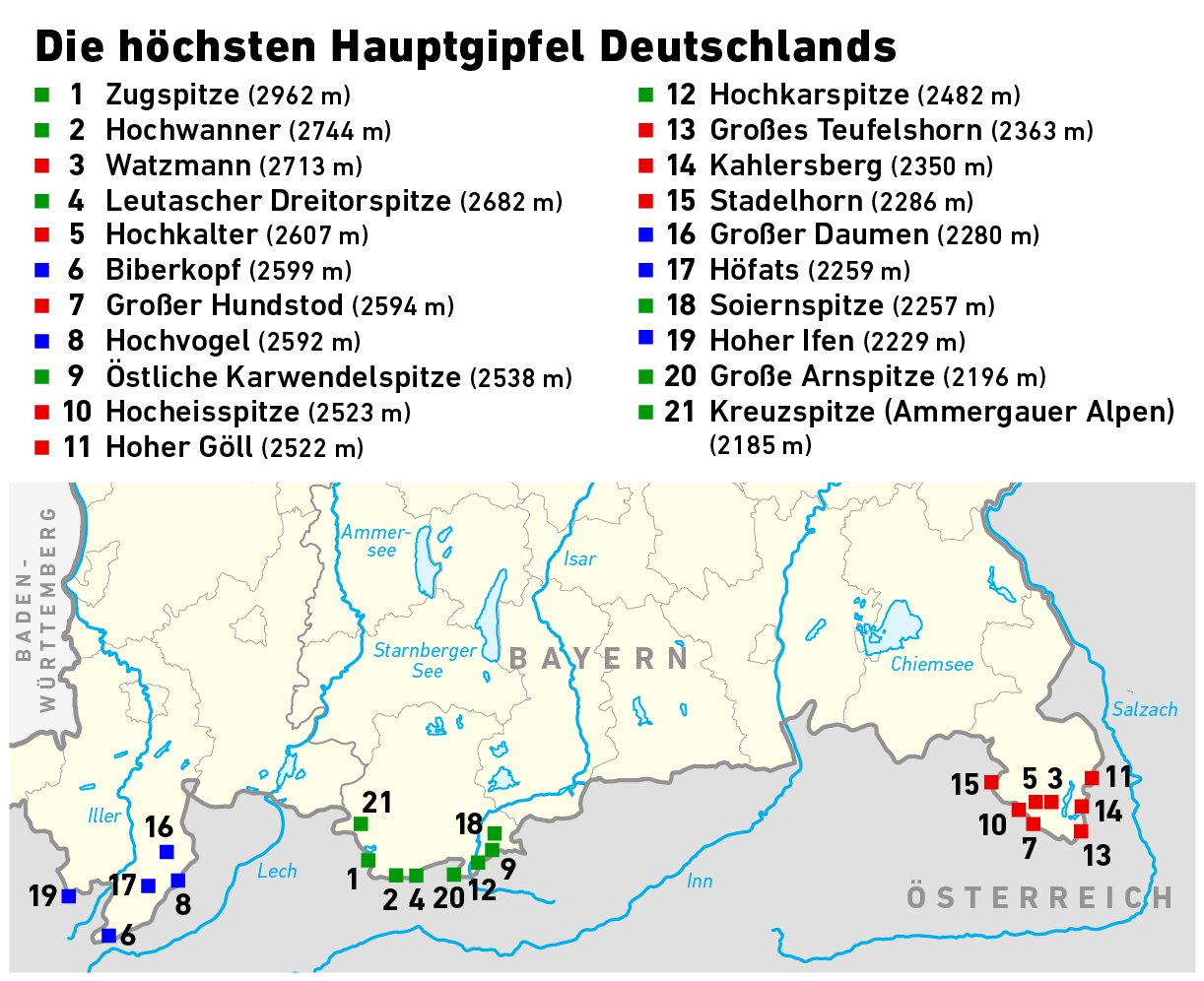
A fő csúcsok (Ha egy hegynek több csúcsa van, itt csak a legmagasabbat számolják) jelölve Bajorország térképén.

Az alábbi lista Németország legmagasabb csúcsait tartalmazza. A 2000 méternél magasabb hegyek mind Bajorország tartományban találhatók.
1. Zugspitze (2963 m.)
2. Hochwwanner (2744 m.)
3. Watzmann (2713 m.)
4. Leutascher Dreitorspitze (2682 m.)
5. Hochkalter (2607 m.)
6. Bieberkopf (2599 m.)
7. Großer Hundstod (2594 m.)
8. Hochvogel (2592 m.)
9. Östliche Karwendelspitze (2538 m.)
10. Hocheisspitze (2523 m.)
11. Hoher Göll (2522 m.)
12. Hochkarspitze (2482 m.)
13. Großes Teufelshorn (2363 m.)
14. Kahlersberg (2350 m.)
15. Stadelhorn (2286 m.)
16. Großer Daumen (2280 m.)
17. Höfats (2259 m.)
18. Soeirnspitz (2257 m.)
19. Hoher Ifen (2229 m)
20. Großer Arnspitze (2196 m.)
21. Kreuzspitze (Ammergauer Alpen) (2185 m.)